# Gemeinschaft vom Lamm

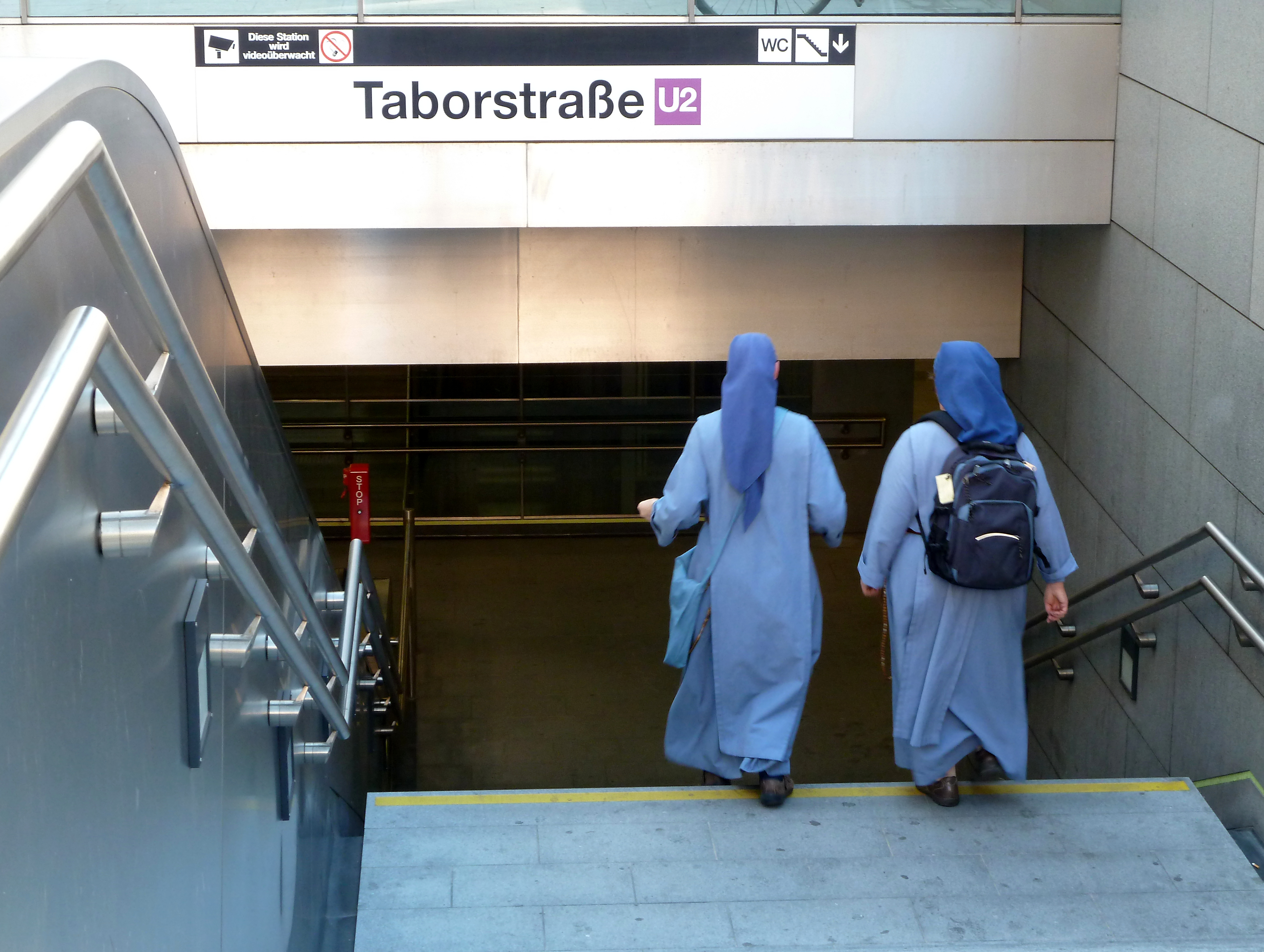
Kleine Schwestern vom Lamm in Wien

Die Gemeinschaft vom Lamm ist ein Ordensinstitut diözesanen Rechts in der römisch-katholischen Kirche. Zur Gemeinschaft vom Lamm gehören die Kleinen Schwestern vom Lamm und die Kleinen Brüder vom Lamm. Das Ordensinstitut gehört zur Ordensfamilie der Dominikaner.

## Geschichte
Die Kleinen Schwestern vom Lamm wurden am 6. Februar 1983 durch den Bischof von Perpignan-Elne Jean Chabbert OFM kirchenrechtlich in Frankreich anerkannt. Die Anerkennung als genuiner Zweig des Dominikanerordens erfolgte am 16. Juli 1983 durch den Ordensmeister der Dominikaner, Vincent de Couesnongle. Der männliche Zweig der Gemeinschaft vom Lamm, die Kleinen Brüder vom Lamm, wurden am 8. August 1990 kirchenrechtlich bestätigt. Seit dem 29. Juni 1996 ist der Wiener Erzbischof Christoph Kardinal Schönborn OP der verantwortliche Bischof.
Heute gibt es etwa 160 Schwestern und 30 Ordensmänner, von denen einige Priester sind. Die Gemeinschaft ist in acht Ländern vertreten. 
Zeitweise gab es Niederlassungen in Kevelaer und Münster. In Wien bewohnen die Schwestern das Kleine Kloster Maria, Licht der Kirche. Ferner gibt es in Wien eine Fraternität der Kleinen Brüder vom Lamm. In Wien wirken sie seit 1996.
Der Hauptsitz und Gemeinschaftsort der Gemeinschaft ist St. Pierre, ein größeres Gelände bei Fanjeaux, in dessen Nähe der heilige Dominikus wirkte.

## Spiritualität
Die Ordensgemeinschaft ist sowohl von der franziskanischen als auch von der dominikanischen Spiritualität geprägt. Daher fühlen sich die Mitglieder einer radikalen Armut und der Glaubensverkündigung verpflichtet. Die Schwestern und Brüder geben an ihren Niederlassungen Zeugnis durch ihre Anwesenheit, ihr Zuhören und indem sie Tischgemeinschaft mit Armen halten, etwa, indem sie in Suppenküchen für Obdachlose essen. Die Ordensmitglieder gehen zudem täglich einige Stunden auf Mission, bei der sie an Wohnungstüren um ein Stück Brot bitten. Sie sind, dem biblischen Vorbild gemäß, immer mindestens zu zweit auf dem Weg. Das Motto der Gemeinschaft lautet: „Selbst wenn ich verletzt werde, höre ich nicht auf zu lieben.“
Die Mitglieder tragen einen mittelblauen Habit mit Ledergürtel und langem (15 Gesätze umfassenden) Rosenkranz und blauem Skapulier. Die Schwestern tragen einen dunkelblauen Schleier. Die Schwestern und Brüder tragen bis zur feierlichen Profess ein Holzkreuz um den Hals, danach eine hölzerne Medaille mit einer Darstellung des Lamms Gottes.